# Tintah (Minnesota)
Tintah és una població dels Estats Units a l'estat de Minnesota. Segons el cens del 2000 tenia 79 habitants.

## Demografia
Segons el cens del 2000, Tintah tenia 79 habitants, 37 habitatges, i 21 famílies. La densitat de població era de 40,7 habitants per km².
Dels 37 habitatges en un 24,3% hi vivien nens de menys de 18 anys, en un 43,2% hi vivien parelles casades, en un 10,8% dones solteres, i en un 43,2% no eren unitats familiars. En el 40,5% dels habitatges hi vivien persones soles el 27% de les quals corresponia a persones de 65 anys o més que vivien soles. El nombre mitjà de persones vivint en cada habitatge era de 2,14 i el nombre mitjà de persones que vivien en cada família era de 2,86.
Per edats la població es repartia de la següent manera: un 26,6% tenia menys de 18 anys, un 5,1% entre 18 i 24, un 26,6% entre 25 i 44, un 12,7% de 45 a 60 i un 29,1% 65 anys o més.
L'edat mediana era de 40 anys. Per cada 100 dones de 18 o més anys hi havia 87,1 homes.
La renda mediana per habitatge era de 15.500 $ i la renda mediana per família de 13.125 $. Els homes tenien una renda mediana de 18.750 $ mentre que les dones 0 $. La renda per capita de la població era de 13.536 $. Entorn del 36,8% de les famílies i el 23,4% de la població estaven per davall del llindar de pobresa.

## Poblacions més properes
El següent diagrama mostra les poblacions més properes.